# Hronské Kľačany
Hronské Kľačany és un poble i municipi d'Eslovàquia que es troba a la regió de Nitra, al sud-oest del país.
La primera menció escrita de la vila es remunta al 1275.

## Demografia
| Godina             | 1994 | 2004   | 2014   | 2024   |
| ------------------ | ---- | ------ | ------ | ------ |
| Nombre de persones | 1495 | 1438   | 1451   | 1400   |
| Diferència         |      | −3,81% | +0,90% | −3,51% |

| Godina             | 2023 | 2024   |
| ------------------ | ---- | ------ |
| Nombre de persones | 1394 | 1400   |
| Diferència         |      | +0,43% |